# Bandar Bayu
Bandar Bayu is een bestuurslaag in het regentschap Serdang Bedagai van de provincie Noord-Sumatra, Indonesië. Bandar Bayu telt 245 inwoners (volkstelling 2010).